# Jeghāl
Jeghāl (persiska: جغال) är en ort i Iran.   Den ligger i provinsen Khorasan, i den nordöstra delen av landet, 700 km öster om huvudstaden Teheran. Jeghāl ligger 910 meter över havet och antalet invånare är 112.
Terrängen runt Jeghāl är huvudsakligen kuperad, men västerut är den bergig. Runt Jeghāl är det ganska glesbefolkat, med 28 invånare per kvadratkilometer. Närmaste större samhälle är Chāpeshlū, 7,8 km nordost om Jeghāl. Omgivningarna runt Jeghāl är i huvudsak ett öppet busklandskap.